# Erynnia tricincta
Erynnia tricincta är en tvåvingeart som beskrevs av Henry J. Reinhard 1968. Erynnia tricincta ingår i släktet Erynnia och familjen parasitflugor. Inga underarter finns listade i Catalogue of Life.